# Немири на Косову 1981.
Немири у Социјалистичкој Аутономној Покрајини Косово 1981. године подразумевају низ масовних протеста, почев од марта 1981, на којима су косовски Албанци захтевали да Социјалистичка Аутономна Покрајина Косово постане седма република Социјалистичке Федеративне Републике Југославије.
То је било први пут да су косметски Албанци отворено масовно подржали идеју о независној косметској републици. Немири су били последица сецесионистичке политике Албанаца, а за циљ су имале да се Косово издвоји из СР Србије и добије статус федералне јединице унутар Југославије, након чега би био отворен пут ка издвајању из Југославије с обзиром да су републике имале право на самосталност.
Против демонстраната су дејствовале војска и полиција, а у сукобима који су уследили је, према званичној верзији, погинуло 11 особа, док је ухапшено 4.200 људи.

## Хронологија
11. марта увече, у Приштини, дошло је до протеста студената Приштинског универзитета. Наиме, настао је лом у студентској мензи. Изгледало је да су протести социјалне природе, највише због узвикивања парола. Међутим, милиција је у току ноћи интервенисала и разбила демонстрације. Сутрадан се састало покрајинско руководство и осудило протесте, а ухапшен је и већи број лица. Сматрало се да је револт смирен. Међутим, због задржавања ухапшених особа у притвору, избиле су много снажније демонстрације.
У конаку манастира Пећке патријаршије 16. марта подметнут је пожар. Иако је у конаку спавало 30 људи, није било жртава. Пожар је подметнут на три места у поткровљу на растојању од по 10 метара. Изгорели су цео конак са капелом, патријарховим одајама, сестринским собама, радионицама и магацин, као и велики број икона и богослужбених књига. Ватрогасне службе из Пећи су саботирале гашење, доласком празних цистерни, тако да је пожар беснео до вечери, када је конак потпуно изгорео.
На дан када је Штафета младости стизала у Приштину, 26. марта, демонстранти су поново изашли на улице, носећи најпре политичке, а онда социјалне пароле. Овога пута, снаге милиције су реаговале жестоко и брутално. Повређено је више од 30 особа. Покренут је још један низ хапшења. Студенти три највећа приштинска факултета 30. марта ступају у штрајк. Следећег дана, 1. априла, протести су поново букнули, али са радикалнијим захтевима. Сада су се демонстрантима придружили и радници. Пошто милиција није успевала да заведе ред и мир, покрајински секретаријат за општенародну одбрану наредио је да армија изађе са тенковима, што је и учињено. Истовремено, милицијска појачања из остатка Србије заустављена су на барикадама. Да би присилили повлачење тих снага, демонстранти су отели неколико десетина особа из оближњих кућа. Међутим, када је стигла додатна милицијска јединица, они су савладани, а таоци су ослобођени. На Косову је била причињена огромна материјална штета: полупан је већи број српских излога, аутомобила, кућа, школа итд. Председништво СФРЈ и ЦК СКЈ заседали су у Београду на ванредној седници. Проглашено је ванредно стање у Приштини и наређено повећање борбене готовости армије.
Поред тога, нове демонстрације су избиле 3. априла у Вучитрну, Косовској Митровици и Урошевцу. Тада су милицијске снаге, са пуном подршком савезног, републичког, и покрајинског руководства, успеле да угуше сукобе.

## Слогани
Слогани на демонстрацијама су били: „Трепча ради, Београд се гради”, „Слобода, равноправност, демократија”, „Косово Косоварима“, „Хоћемо уједињене албанске земље”, „Косово Република“, „Албанци смо, а не Југословени”, „Уједињење са Албанијом”, „Живео марксизам-лењинизам — доле ревизионизам”.

## Реакције
Југословенске власти су одбијале да демонстрације окарактеришу као сепаратизам, већ су их дефинисали као контрареволуција. Заправо је знатан део албанских студената друштвених наука нагињао "тврдом комунизму",  а разлог је био подршка политици Енвера Хоџе из чисто националних побуда. На инсистирање савезних власти, са Приштинског универзитета удаљени су сви екстерни доценти из Албаније којих је до тада било доста, а везе и кореспонденција косовских и албанских интелектуалаца, дотада редовне, врло су ограничене и стављене под надзор. Након демонстрација дошло је до осетног пада инвестиција на Косову.
Дошло је до раширеног и приметног дистанцирања Албанаца од Срба у свакодневном животу и отвореног исказивања нетрпељивости, у виду међусобног оптуживања, увреда, неретко и претњи, уништавања имовине, па и физичких напада, некад и са фаталним исходом. Многи Срби су већ тада, слутивши још горе у будућности, почели масовно продавати своју имовину на Косову и селити се другде по бившој земљи. Ово је, уз перманентно висок природни прираштај код Албанаца непрестано после рата, убрзо довело до тога да уочи распада СФРЈ 1991. у многим крајевима Косова Срба више није ни било, чак ни као мањине. 
На 8. конгресу Партије рада Албаније, који је одржан од 1. до 8. новембра 1981. године, албанско руководство је пружило јаку подршку борби Албанаца на Косову за отцепљење и заузело веома оштар став у осуди југословенске политике према албанској мањини у СФРЈ.
Председништво СФРЈ је у децембру 1981. посмртно одликовало петорицу погинулих милиционара: Ибрахим Абази, Војо Тубић, Мухамет Сељманај, Салих Хасановић и Миланко Пејовић.